# Moosach (Munich)
Moosach  est un des vingt-cinq secteurs de la ville allemande de Munich.

## Situation
Le district est situé au nord-ouest de la ville et s'étend de Landshuter Allee (Mittlererer Ring) à l'est sur la zone de triage au nord et Waldhornstraße à l'ouest jusqu'au cimetière ouest au sud. On y trouve la forêt de Kapuzinerhölzl.
Les districts voisins sont Feldmoching-Hasenbergl au nord, Milbertshofen-Am Hart à l'est, Neuhausen-Nymphenburg au sud, Pasing-Obermenzing au sud-ouest et Allach-Untermenzing à l'ouest.

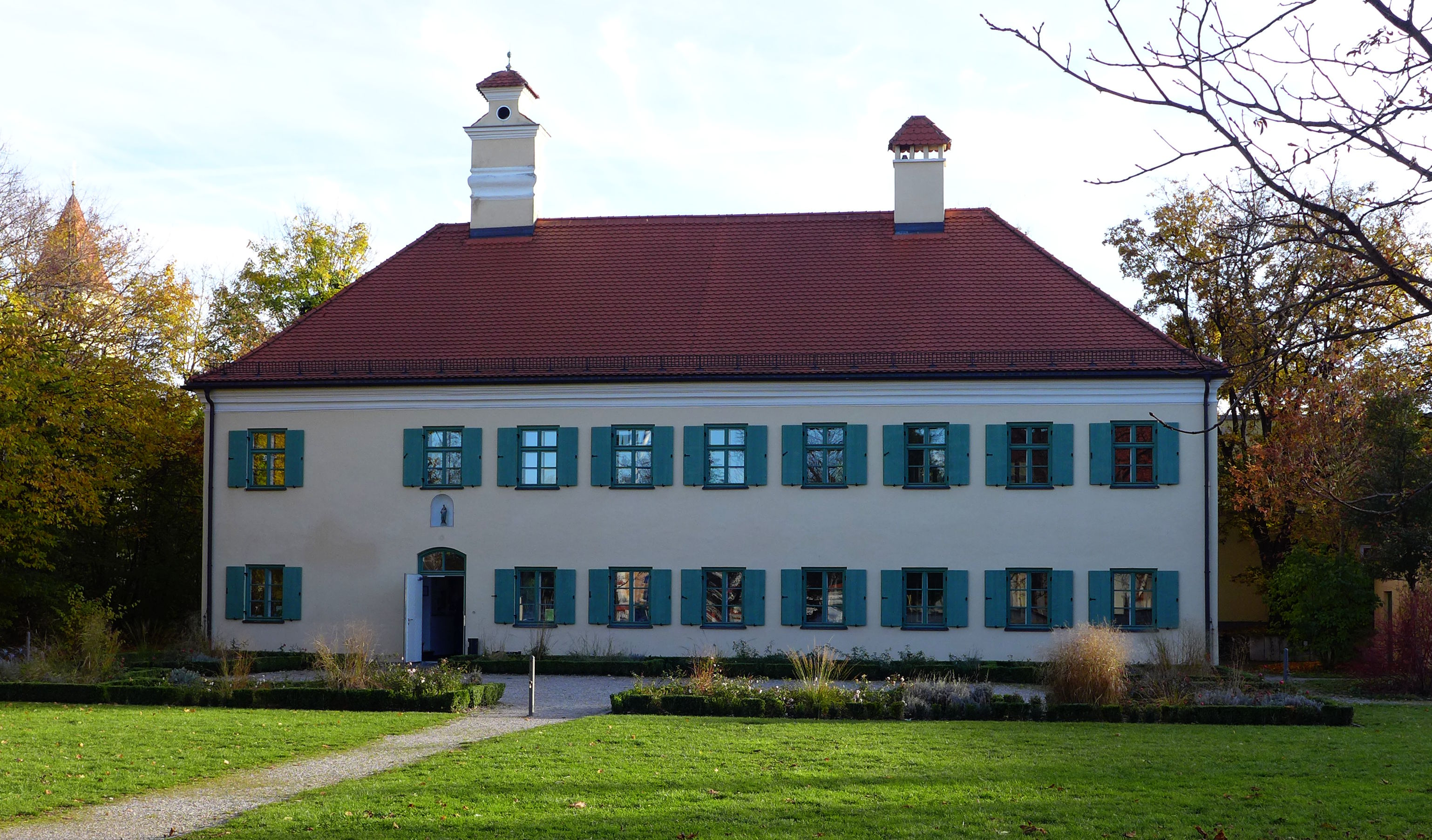
Pelkovenschlössl château sur place Moosacher St-Martins-Platz

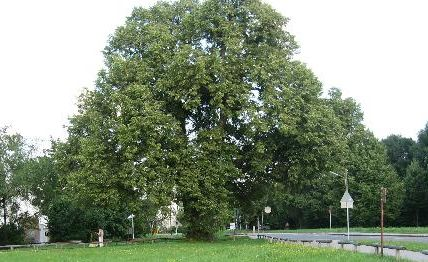
Tilleul Röth, le plus vieil arbre de Munich

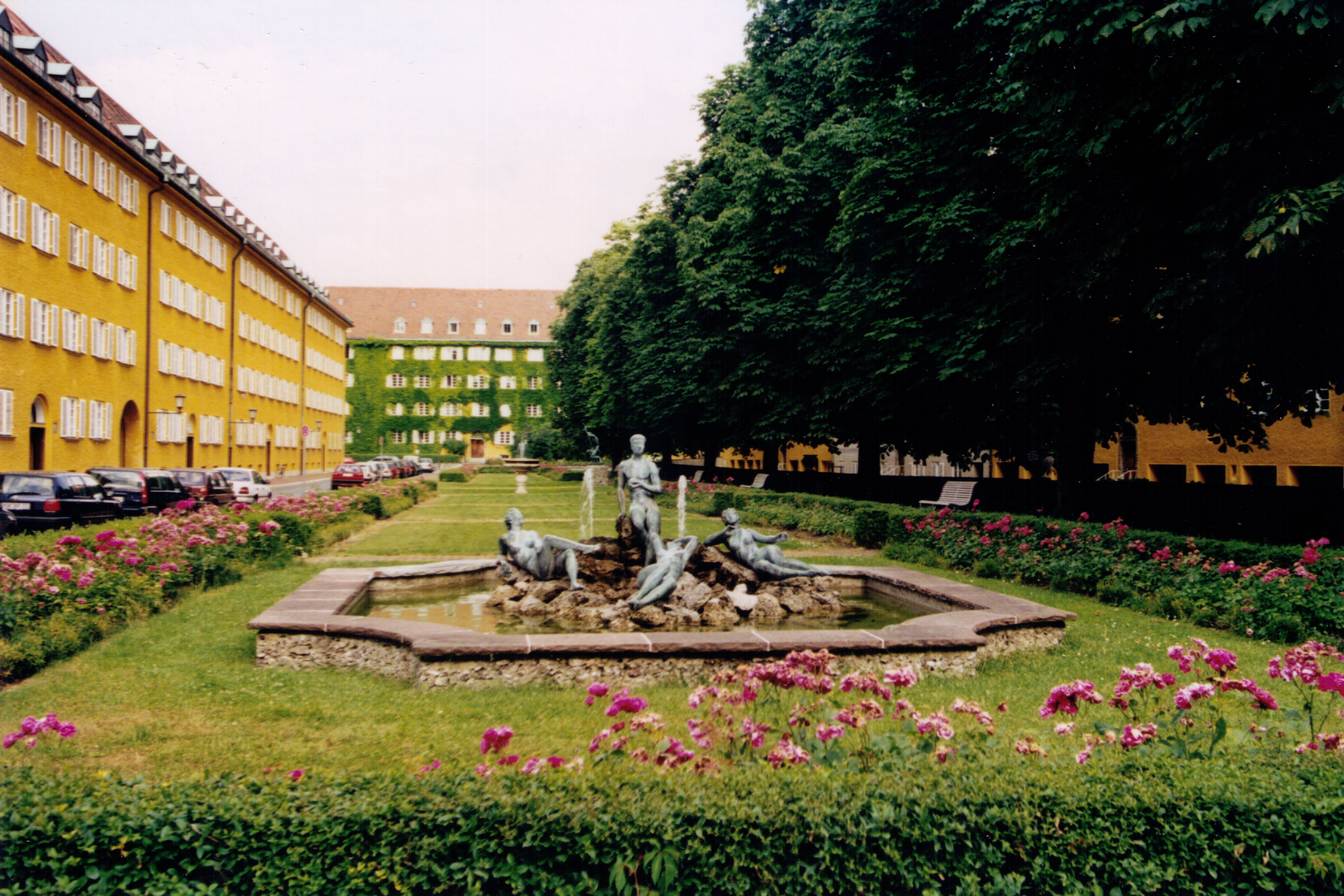
Borstei.

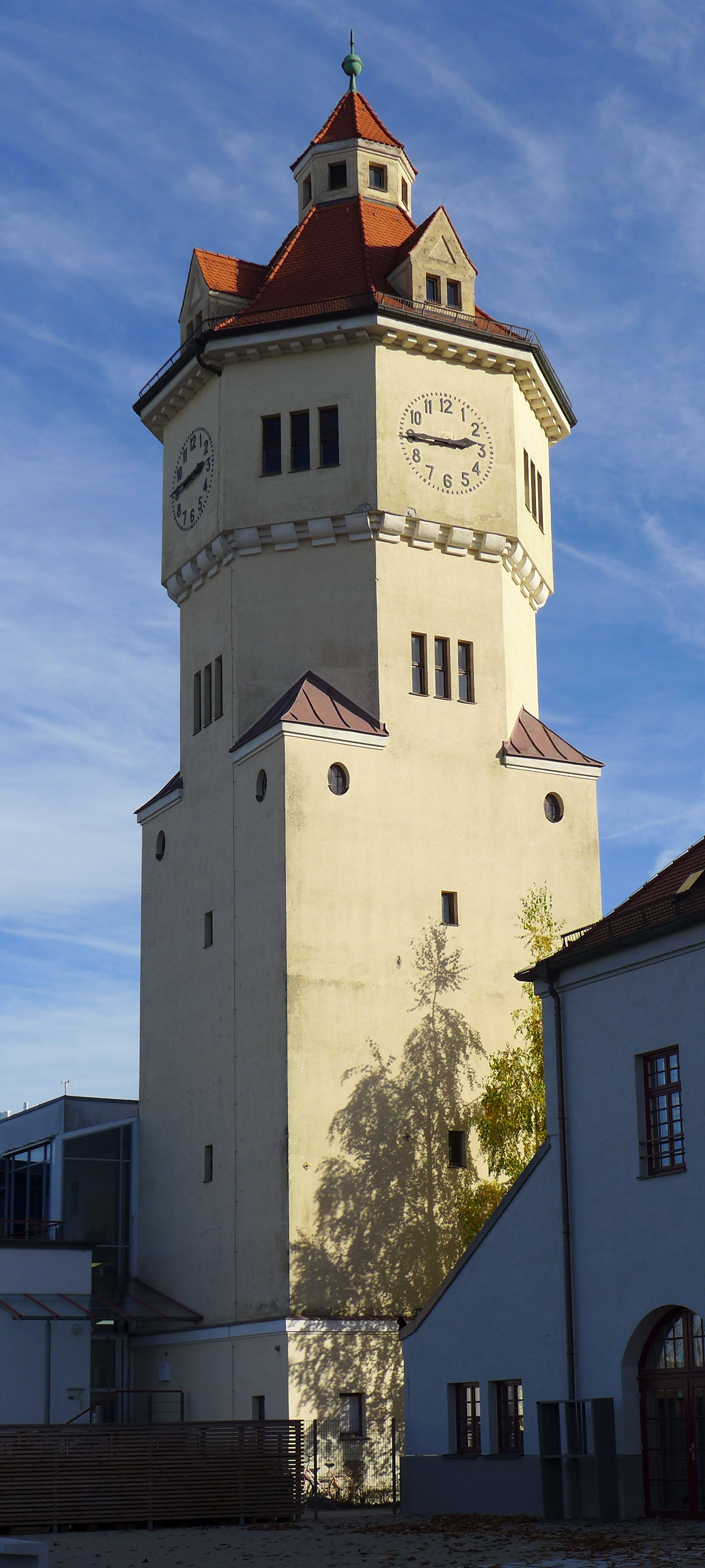
Château d'eau.

## Histoire et structure
Une chaîne presque ininterrompue de découvertes préhistoriques suggère un peuplement continu de 4000 ans jusqu'à l'âge de pierre plus jeune. Moosach est donc l'un des plus anciens lieux autour et à Munich . La première mention documentaire date du 4 juin 807, et l'église St. Martin de Moosach a été construite avant 1315. Vers 1700, le tilleul de Röth, le plus vieil arbre de Munich, a été planté.
En 1717, l'électeur Max Emanuel a construit la Fasanerie, à l'origine une loge forestière pour l'élevage de faisans, aujourd'hui un jardin de bière avec 1500 places dans la zone de libre-service et 200 autres places dans la zone de service. Dans les années 1960, l'État libre de Bavière a transformé la région en parc.
En 1818, Nederling rejoint la municipalité de Moosach dans le cadre de la formation communautaire.
En 1906, la construction de l'usine à gaz de Moosach sur la Dachauer Strasse a commencé. Jusqu'au 30 juin 1913, Moosach était une commune indépendante et faisait partie du 28e arrondissement de Neuhausen-Moosach, auquel appartenait également le quartier Gern de l'ancienne commune de Nymphenburg. Depuis le 1er mai 1996, tous les districts de Neuhausen et de Nymphenburg sont rattachés au district urbain du même nom, 9 Neuhausen-Nymphenburg. Ainsi, le district urbain 10 couvre aujourd'hui essentiellement la superficie de l'ancienne municipalité de Moosach qui, selon la dernière liste de villes avant la constitution en 1904, couvrait une superficie de 1184,44 hectares.
La Pelkovenstrasse a joué un rôle important pour Moosach en tant que route du sel et du commerce. Le général Eisenhower y a organisé plusieurs défilés militaires en 1945/46. Il a passé la nuit au Netzervilla.
Le développement urbain à Moosach n'a essentiellement commencé qu'après la Seconde Guerre mondiale. Le cimetière de l'Ouest, ouvert en 1898, est agrandi en 1950-1951. Les maisons unifamiliales, les maisons mitoyennes et les petits immeubles d'appartements (financés par le secteur privé, soutenus par le secteur public et en coopération) font de Moosach un quartier avec une densité résidentielle plus faible que dans les quartiers du centre-ville. En raison du développement intensif des surfaces constructibles encore disponibles, la densité de population augmente également de manière significative dans les zones de Moosach. A l'est, les bâtiments avec la ville de presse olympique et les lotissements de l'entre-deux-guerres sont concentrés. Le village modèle Borstei, construit entre 1924 et 1930 dans le coin sud-est du quartier, est remarquable.
Dans la Pelkovenstraße se trouve la plus ancienne église de Moosach et à côté l'ancien presbytère. L'église appartient à la paroisse de Saint-Martin. L'ancien presbytère est maintenant loué. A côté, une stèle a été érigée en l'honneur du pape Benoît XVI, qui avait pris ses premières fonctions de vicaire à Saint-Martin en 1951 sous son nom de naissance de Joseph Aloisius Ratzinger et vivait dans le presbytère.
La paroisse luthérienne de Munich Heilig-Geist (Saint-Esprit) s'occupe de nombreux fidèles de Moosach qui se réunissent dans trois églises : église du Saint-Esprit, église olympique et église de la Madeleine.
Sur la Pelkovenstrasse, l'axe principal de l'ancienne Moosach, les plus anciennes auberges du quartier marquent l'expansion de la ville au XIXe siècle. L'Alte Wirt, l'une des plus anciennes auberges de Munich, se trouve à l'angle de la Dachauer Straße et du Gasthaus Spiegl à l'autre extrémité de l'ancien Moosach, à l'angle de la Feldmochinger Straße.
En 1972, la ville de presse olympique pour les Jeux Olympiques a été construite à l'ouest de Landshuter Allee. Le gratte-ciel de la Riesstraße 82 est actuellement le douzième bâtiment le plus haut de Munich, 83 mètres de haut. De 2001 à 2004, le complexe de gratte-ciel de l'Uptown Munich a été érigé, le deuxième bâtiment le plus haut de la ville après la Tour Olympique avec une hauteur de 146 mètres.
Avec l'afflux de membres de la classe moyenne à Moosach, où vivaient traditionnellement des petits commerçants, des travailleurs et des employés ordinaires, la structure sociale est aujourd'hui plus équilibrée. Après la position dans la profession, les employés et les fonctionnaires dominent parmi les employés. La structure des ménages est encore clairement marquée par les familles avec enfants ; les ménages d'une seule personne sont donc sous-représentés.
Les emplois sont principalement dans l'industrie manufacturière (automobile et mécanique, textile et habillement et chimie), dans le commerce (concentré à Moosacher Stachus sur la Dachauerstrasse, Baubergerstrasse, Bunzlauerstrasse et Pelkovenstrasse ainsi que dans le centre commercial Olympia et le centre d'approvisionnement local Mona sur la Hanauer Strasse) et dans le secteur des services.